# AiRUnion
AiRUnion (рус. ЭйРЮнион) — бывший альянс российских авиакомпаний, членами которого являются авиаперевозчики «Красэйр», «Домодедовские авиалинии», «Самара», «Омскавиа» и «Сибавиатранс». Создан в 2004 году, однако фактического объединения авиакомпаний не произошло. Было создано только юридическое лицо ООО «Эйрюнион», которое занималось координацией деятельности авиакомпаний, входивших в альянс (его владельцами стали авиакомпании «Красэйр» с 51 % долей и «Домодедовские авиалинии» — 49 %). В конце ноября 2008 года в отношении ООО «Эйрюнион» подан иск о банкротстве.
По итогам 2007 года по объёму перевезённых пассажиров (3,6 млн) альянс занял третье место среди российских авиакомпаний (по другим данным — 3,1 млн пассажиров и 5-е место).

## История

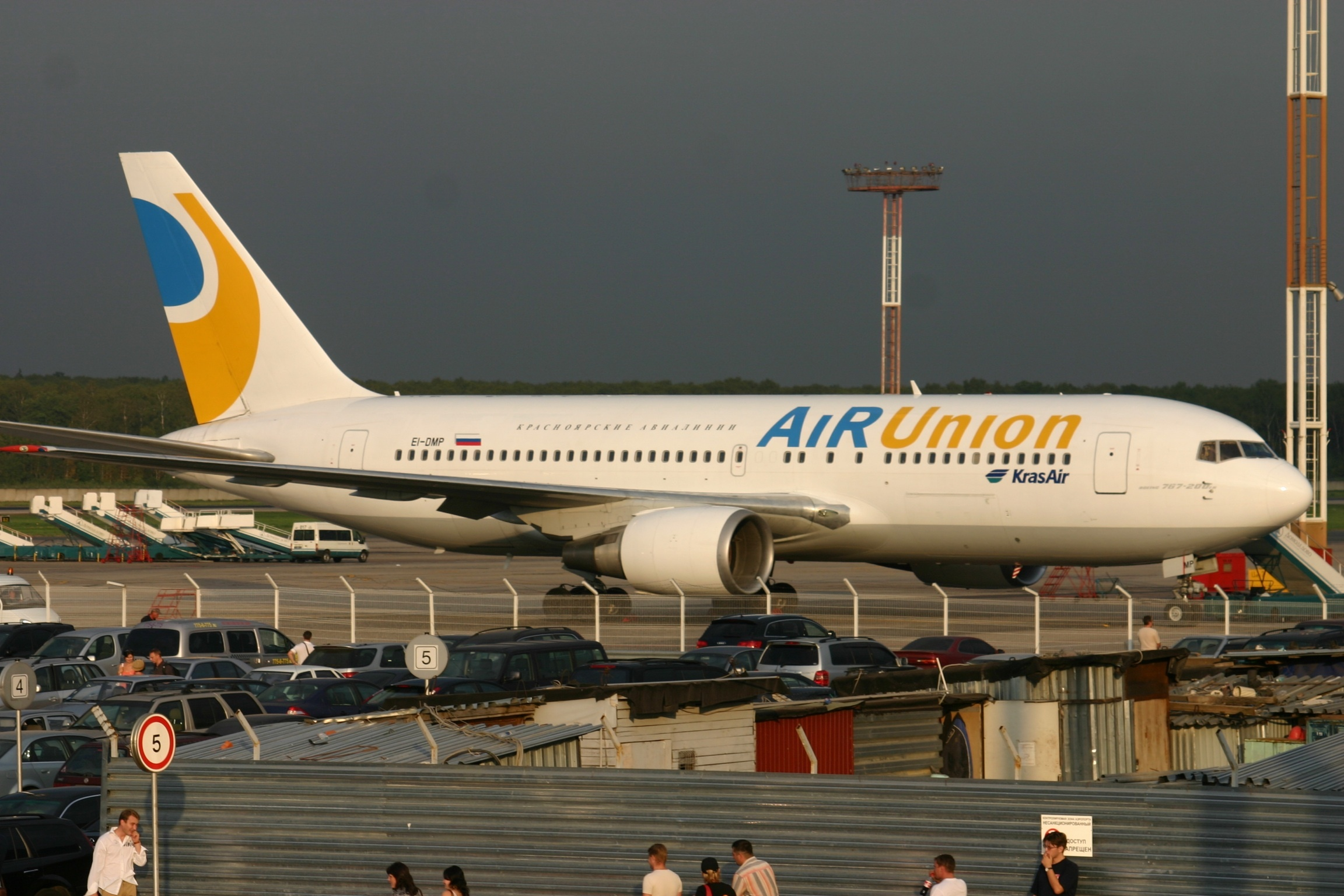
Boeing 767-200 в цветах Air Union

Альянс образован в 2004 году как юридическое лицо ООО «Эйрюнион». 2 мая 2007 года президент России Владимир Путин подписал указ о создании на базе пяти региональных авиакомпаний, входящих в альянс, единой авиакомпании — холдинга «Эйрюнион». Доля государства в уставном капитале холдинга составит не менее 45 %, после государственной регистрации компания будет внесена в перечень стратегических предприятий, доля государства в которых не может снижаться. Контрольный пакет акций в создаваемой авиакомпании, как ожидалось, должен был в будущем принадлежать генеральному директору «Красэйра» Борису Абрамовичу.

### Кризис
По состоянию на август 2008 года авиакомпании, входящие в AiRUnion, находились в сложном финансовом положении; общий долг пяти компаний превышал один млрд долларов. В связи с неоплатой поставок топлива рейсы альянса задерживались или отменялись, так, 20 августа 16 рейсов из московского аэропорта «Домодедово» были отложены на сутки. Руководитель Федерального агентства воздушного транспорта России Евгений Бачурин заявил о возможности отзыва лицензий на перевозки у компаний, входящих в состав AiRUnion. 21 августа 2008 года Росавиация запретила продажу зимних перевозок авиакомпаниям, входящим в AiRUnion.
- С середины августа — в разных городах РФ происходят массовые задержки рейсов альянса из-за долгов перед поставщиками авиатоплива и наземных услуг в размере более 1 миллиарда долларов.
- В конце августа — Премьер-министр РФ Владимир Путин поручил выделить альянсу 24 тысячи тонн горючего из Росрезерва для урегулирования кризиса с перевозками, а также пообещал, что при необходимости Росрезерв выделит «AiRUnion» дополнительные объёмы топлива. Авиакомпании альянса получают резервное топливо уже более недели. Тем не менее, из разных городов продолжают поступать сообщения о задержках рейсов AiRUnion.
- 4 сентября — Премьер-министр РФ Владимир Путин сообщил что обсуждается план действий который предусматривает вхождение в альянс новых акционеров.
- 5 сентября — На пресс-конференции в Москве замглавы Минтранса разъяснил, что для выхода из кризисной ситуации госкорпорация «Ростехнологии», а также правительство Москвы и администрация Красноярского края создадут новую авиакомпанию на базе активов альянса «AiRUnion», авиакомпаний «Атлант-Союз», «ГТК Россия», «Кавминводыавиа», «Оренбургские авиалинии», «Саратовские авиалинии» и «Владивосток Авиа».

В конце 2008 года на основе авиакомпаний, входивших в AiRUnion, начато создание государственной авиакомпании «Росавиа» (на конец ноября 2008 года она управляла активами компаний, входивших в альянс).

## Состав альянса

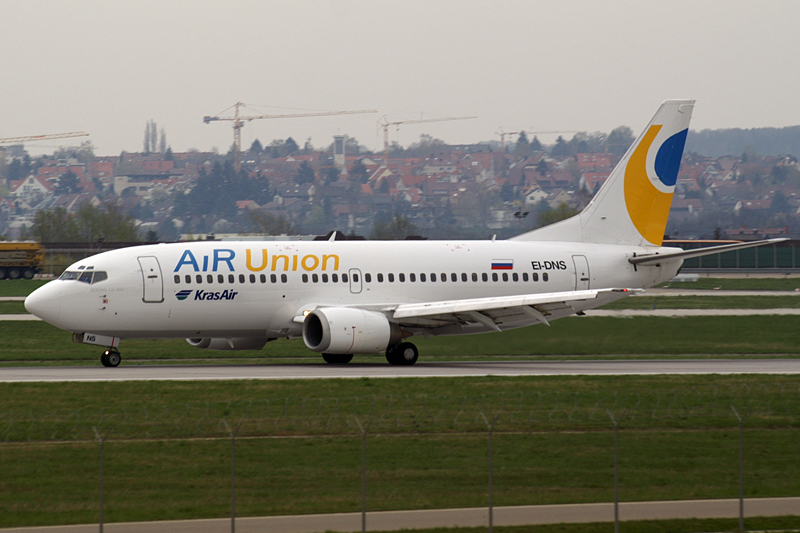
Boeing 737 авиакомпании КрасЭйр в цветах AiRUnion

Авиакомпании, входящие в состав альянса, являлись самостоятельными юридическими лицами, а в рамках альянса координировали только маршрутную сеть и продажу билетов. Планировалось создать единую авиакомпанию.
В состав альянса входили:
- «КрасЭйр»
- «Домодедовские авиалинии»
- «Омскавиа»
- «Самара»
- «Сибавиатранс»

## Собственники и руководство
Государству принадлежит 51 % акций KrasAir, 50 % «Домодедовских авиалиний», 46,5 % «Самары». Генеральный директор «КрасЭйр» Борис Абрамович и связанные с ним структуры контролируют около 40 % акций KrasAir, 48,6 % «Домодедовских авиалиний», около 40 % «Самары», около 70 % «Омскавиа» и 100 % акций «Сибавиатранса».
Ожидалось, что государственные пакеты в авиакомпаниях, входящих в состав альянса, будут переданы во владение государственной компании «Ростехнологии».